# Xirochóri (ort i Grekland)
Xirochóri är en ort i Grekland.   Den ligger i prefekturen Nomós Thessaloníkis och regionen Mellersta Makedonien, i den norra delen av landet, 300 km norr om huvudstaden Aten. Xirochóri ligger 192 meter över havet och antalet invånare är 827.
Terrängen runt Xirochóri är platt åt nordväst, men åt sydost är den kuperad. Xirochóri ligger uppe på en höjd. Runt Xirochóri är det ganska tätbefolkat, med 58 invånare per kvadratkilometer. Närmaste större samhälle är Meneméni, 18,9 km sydost om Xirochóri. Trakten runt Xirochóri består till största delen av jordbruksmark.